# Jane Elliot
Jane Elliot (New York, 17 gennaio 1947) è un'attrice statunitense.
È famosa soprattutto per il ruolo di Tracy Quartermaine in General Hospital, ma anche per i ruoli di Carrie Todd Marler in Sentieri, di Cynthia Chandler Preston Courtlandt ne La valle dei pini e di Anjelica Deveraux ne Il tempo della nostra vita.

## Biografia
Jane Elliot nasce a New York il 17 gennaio 1947. Ha un figlio di nome Adrian.

### Carriera
Elliot debutta nel 1965 nella soap opera A Flame in the Wind. Nel corso della sua carriera, appare in diverse serie televisive tra cui The Nurses, N.Y.P.D., Al banco della difesa, Il grande teatro del West, Mod Squad, i ragazzi di Greer, Dan August, The Bold Ones: The Lawyers, Los Angeles: ospedale nord, Kojak, Barnaby Jones, Pepper Anderson - Agente speciale, Militari di carriera, California e Law & Order - I due volti della giustizia, nella soap opera The City e poi in diversi film tra cui Change of Habit, Una donna in attesa di divorzio, Un meraviglioso batticuore e Baby Boom. 
Nel 1977 ottiene il ruolo da protagonista nei panni di Jessica Hornesby nella serie tv Rosetti and Ryan. La svolta nella sua carriera arriva nel 1978 quando entra a far parte della soap opera General Hospital nel ruolo di Tracy Quartermaine, restando nella soap fino al 1980, ritornandoci poi dal 1989 al 1993, nel 1996, dal 2003 al 2017, dal 2019 al 2021 e nuovamente dal 2023. Dal 1981 al 1982 interpreta Carrie Todd nella soap opera Sentieri. Dal 1984 al 1986 è nella soap opera La valle dei pini nel ruolo di Cynthia Chandler Preston. Dal 1987 al 1989 interpreta Anjelica Deveraux nella soap opera Il tempo della nostra vita.

## Filmografia

### Cinema
- Change of Habit (1969)
- Una donna in attesa di divorzio (1972)
- Un meraviglioso batticuore  (1987)
- Baby Boom (1987)

### Televisione
- A Flame in the Wind - soap opera (1965)
- The Nurses - serie TV, 1 episodio (1965)
- N.Y.P.D. - serie TV, 1 episodio (1967)
- Al banco della difesa (Judd for the Defense) - serie TV, 1 episodio (1968)
- Il grande teatro del West (The Guns of Will Sonnett) - serie TV, 1 episodio (1968)
- Mod Squad, i ragazzi di Greer (The Mod Squad) - serie TV, 1 episodio (1968)
- Dan August - serie TV, 1 episodio (1970)
- The Bold Ones: The Lawyers – serie TV (1970)
- Los Angeles: ospedale nord (The Interns) - serie TV, 1 episodio (1970)
- Kojak - serie TV, 1 episodio (1974)
- Barnaby Jones - serie TV, 1 episodio (1975)
- Pepper Anderson - Agente speciale (Police Woman) - serie TV, 1 episodio (1975)
- Militari di carriera (Once an Eagle) - serie TV (1976)
- Rosetti and Ryan - serie TV, 7 episodi (1977)
- General Hospital - soap opera (1979-in corso)
- California (Knots Landing) - serie TV, 3 episodi (1980-1981)
- Sentieri (The Guiding Light) - soap opera (1981-1982)
- La valle dei pini (All My Children) - soap opera (1984-1986)
- Il tempo della nostra vita (Days of Our Lives) - soap opera (1987-1989)
- The City - soap opera, 4 puntate (1996-1997)
- Law & Order - I due volti della giustizia (Law & Order) - serie TV, 2 episodi (1998, 2001)

## Doppiatrici italiane
- Mirella Pace in Una donna in attesa di divorzio
- Anna Teresa Eugeni in General Hospital
- Caterina Rochira in Sentieri
- Valeria Perilli ne La valle dei pini
- Flavia Fantozzi ne Il tempo della nostra vita
- Aurora Cancian in Law & Order - I due volti della giustizia